# Metal de Rose
El metal de Rose, también conocido como aleación de Rose (conocido en inglés como Rose's metal, Rose metal y Rose's alloy) es una aleación fusible con un bajo punto de fusión. Se compone de un 50 % de bismuto (Bi), un 25-28 % de plomo (Pb) y un 22-25 % de estaño (Sn). Su punto de fusión es de 100 °C. Se utiliza habitualmente como soldadura.